# 華南城

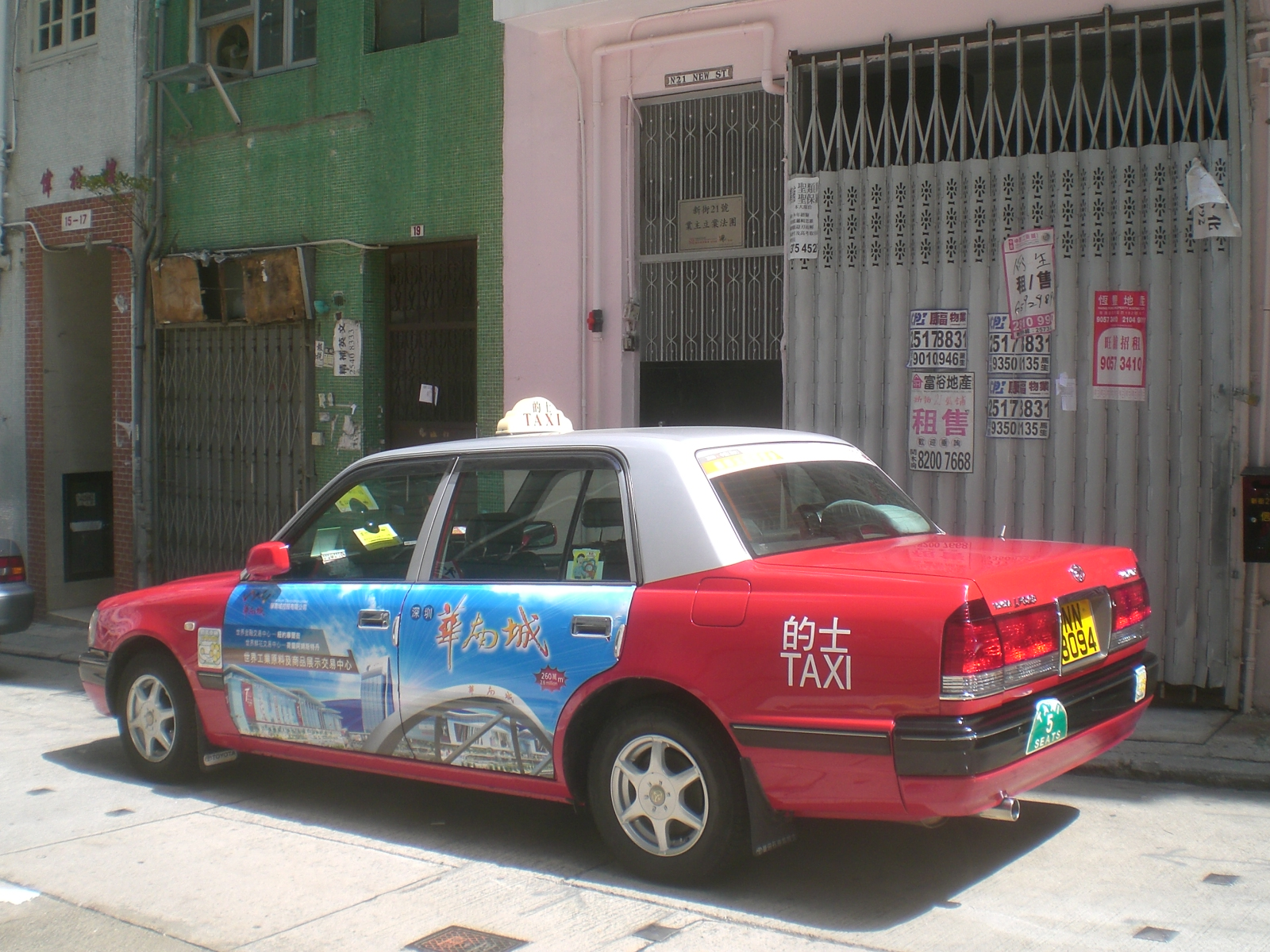
在2009年9月上市招股期間，華南城在香港投放不少宣傳，包括的士車身廣告。

華南城控股有限公司（China South City Holdings，港交所：01668），是中國綜合物流及交易中心開發商和營運商，在深圳經營物流及展覽交易中心，地產項目名為深圳華南城。

## 歷史

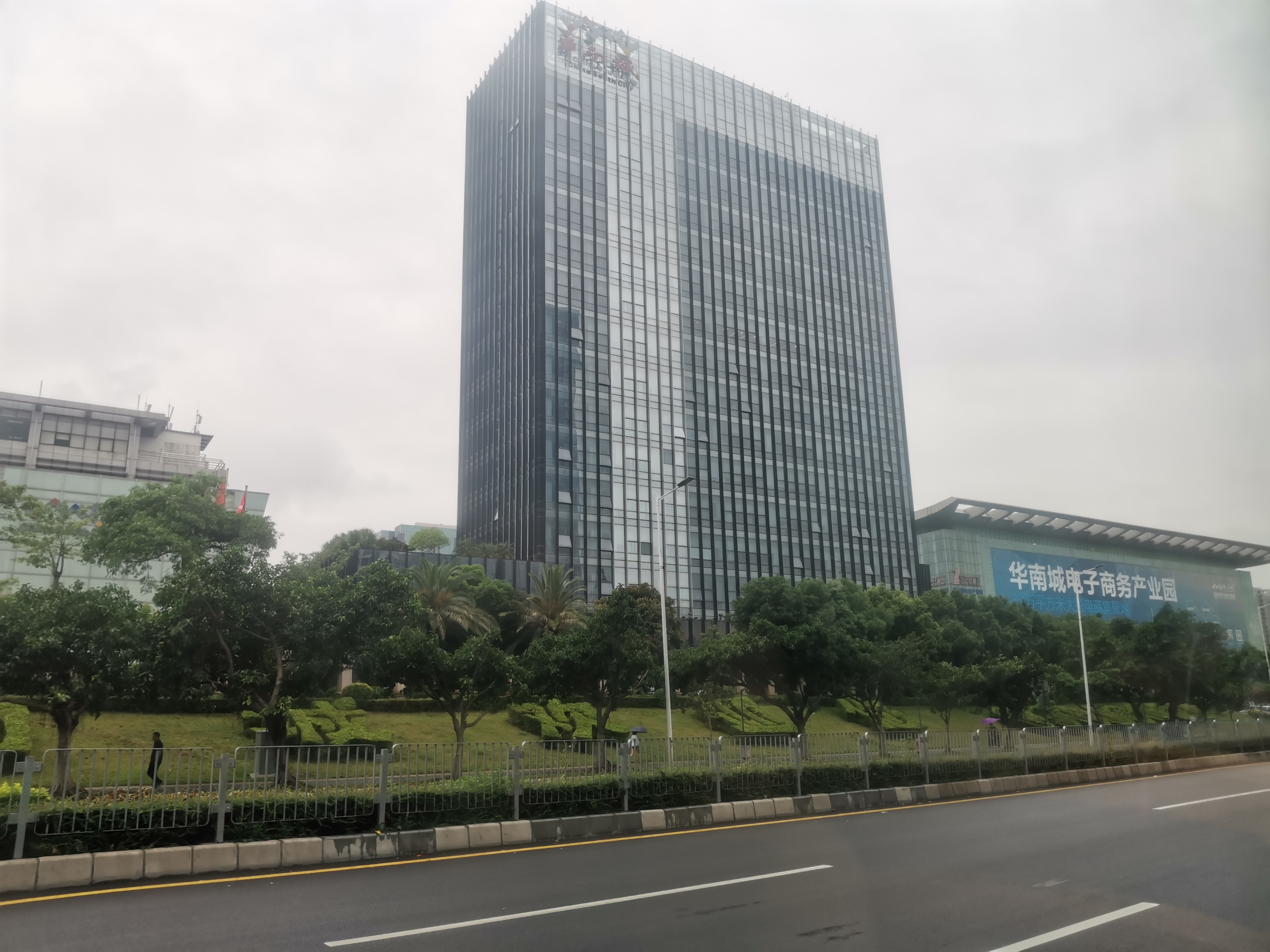
深圳平湖的华南城大楼

華南城控股有限公司成立於2002年，當時，公司的五個創始股東（鄭松興先生、第十三屆全國政協委員梁滿林先生、馬介璋先生、孫啟烈先生及馬偉武先生）
華南城控股在2009年9月17日至9月22日在香港進行公開招股，集資額介乎21億至31.5億港元，主要用作深圳、南昌及南寧的項目。招股期間，李兆基持有的兆基財經及西京投資亦有入股。華南城在2009年9月30日在香港交易所主板上市。
2014年1月15日，騰訊將以15億港元入股華南城成為策略股東，合共認購6.8億股華南城新股，佔華南城擴大後已發行股本約9.9%。認購價為每股2.2元，騰訊可於交易完成後兩年內，以每股3.5元增持華南城新股，令騰訊佔華南城擴大後股本約13%。
2014年2月10日，華南城宣布擬以2.6億元人民幣，向關連人士黃文杰增購西安華南城35%權益，將以內部資源支付。在落實有關收購前，華南城原本已經間接持有西安華南城65%權益。完成交易後，華南城將取得西安華南城全部控制權。西安華南城於截至去年底止扭虧為盈，稅後獲利9.21億元人民幣。
2017年1月13日，華南城聯席主席兼執行董事鄭松興以每股2.05港元，轉讓18.57億股華南城股份予深圳上市公司中洲控股，佔已發行股本約23.2%，交易完成後，中洲控股將成為華南城最大單一股東及主要股東。但該項交易最終沒有完成。
至2019年11月，除了鄭松興外，包括馬介璋、梁滿林、孫啟烈、馬偉武等其他的創辦人均已退出公司管理層，並出售手上的股權，華南城的管理層也屢次變動，經營頗為困難。
但在2021年，期間公司引入國際四大會計師行、內房股 萬達集團、合生創展關連公司珠江投資丶北京新恒基集團等前任管理層聘任為華南城高管，管理模式上、業務上有一些改善。在新的年報中看到集團實现盈利 
2021年12月華南城(01668.HK)建議以折讓價每股0.57元發行33.5億股新股，予深圳市政府旗下的特區建發集團，相當於擴大後已發行股本29.28%， 發行新股後特區建發會成為公司最大單一股東。
2025年8月11日，香港高等法院頒令南華城清盤，同日起停牌，停牌前股價報0.107港元，市值只剩下12.24億港元，但負債高達600億港元。

## 深圳華南城
深圳華南國際工業原料城，是該公司主要商貿發展項目，佔地面積100萬平方米，總建築面積約260萬平方米，對象是原材料商品供應商、製造商及批發商，以供展覽及銷售產品，並提供物流及原料交易市場。即是所謂綜合物流、工業原料和商品交易中心，其用家包括5個行業：
- 紡織服裝
- 皮革皮具
- 電子元件原材
- 印刷紙品包裝
- 五金化工塑料

其后在合肥市丶鄭州丶重慶等投資與深圳華南城一樣的物流地產項目，共八座

## 交通
深圳華南城位於深圳平湖，珠江三角洲物流中心，當地是中國世界工廠之一。鄰近機場、鐵路、港口及公路交通樞紐。

## 周邊配套
深圳華南城自設倉儲、物流配送服務、駐場物流服務和質量檢定等服務。並設置展覽場、會議室、住宅區、酒店、辦公室、銀行、廣告和食肆等。

## 外部連結
- 華南城控股有限公司（页面存档备份，存于）
- 華南城網
- 華南城控股有限公司 - 全球發售（页面存档备份，存于）